# Número poderoso

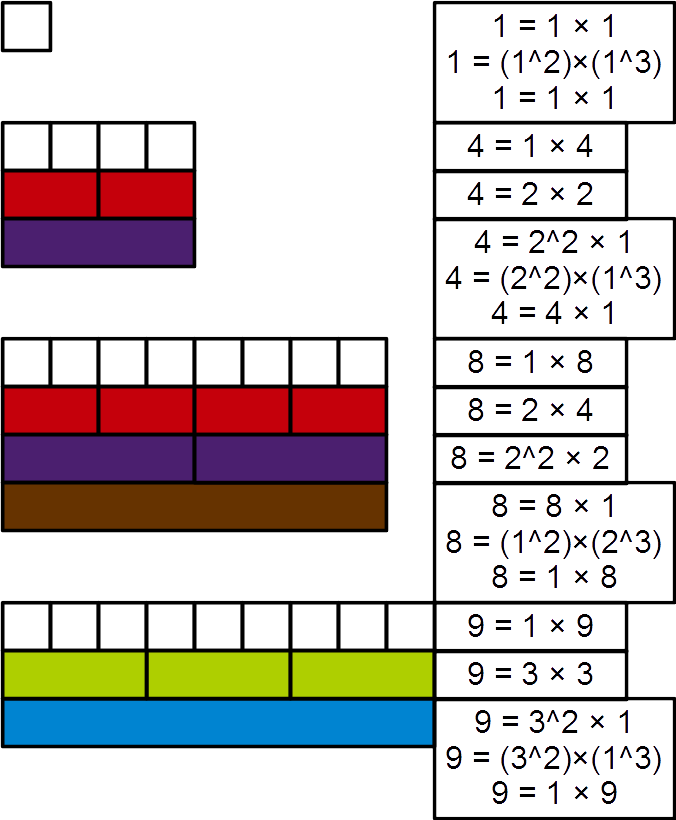
Demostración, usando regletas de Cuisenaire, de la naturaleza potente de 1, 4, 8, y 9

Un número poderoso es un número natural m tal que por cada número primo p que divide a m, p2 también divide a m. De manera equivalente, un número poderoso es el producto de un cuadrado y de un cubo, es decir, un número m de la forma m = a2b3, donde a y b son números enteros positivos. Los números poderosos también se conocen como cuadrados completos o 2-completos. Paul Erdős y George Szekeres estudiaron tales números y Solomon W. Golomb los llamó poderosos.
La siguiente es una lista de todos los números poderosos entre 1 y 1000:
1, 4, 8, 9, 16, 25, 27, 32, 36, 49, 64, 72, 81, 100, 108, 121, 125, 128, 144, 169, 196, 200, 216, 225, 243 , 256, 288, 289, 324, 343, 361, 392, 400, 432, 441, 484, 500, 512, 529, 576, 625, 648, 675, 676, 729, 784, 800, 841, 864, 900 , 961, 968, 972, 1000, ... (sucesión A001694 en OEIS).

## Equivalencia de las dos definiciones
Si m = a2b3, entonces todo primo en la factorización de a aparece en la descomposición en factores primos de m con un exponente de al menos dos , y todo primo en la descomposición en factores primos de b aparece en la descomposición en factores primos de m con un exponente de al menos tres; por lo tanto, m es poderoso.
En la otra dirección, supóngase que m es poderoso, con descomposición en factores primos
{\displaystyle m=\prod p_{i}^{\alpha _{i}},}
donde cada αi ≥ 2. Defínase γi como tres si αi es impar, y cero en caso contrario, y définase βi = αi − γ' 'i. Entonces, todos los valores βi son enteros pares no negativos, y todos los valores γi son cero o tres, y entonces
{\displaystyle m=\left(\prod p_{i}^{\beta _{i}}\right)\left(\prod p_{i}^{\gamma _{i}}\right)=\left(\prod p_{i}^{\beta _{i}/2}\right)^{2}\left(\prod p_{i}^{\gamma _{i}/3}\right)^{3}}
proporciona la representación deseada de m como producto de un cuadrado y de un cubo.
Informalmente, dada la descomposición en factores primos de m, basta tomar b como el producto de los factores primos de m que tienen un exponente impar (si no hay ninguno, entonces tomar b como 1). Debido a que m es poderoso, cada factor primo con un exponente impar tiene un exponente que es al menos 3, por lo que m/b3 es un número entero. Además, cada factor primo de m/b3 tiene un exponente par, por lo que m/b3 es un cuadrado perfecto, y por lo tanto se puede denominar a2. Entonces, m = a2b3. Por ejemplo:
{\displaystyle m=21600=2^{5}\times 3^{3}\times 5^{2}\,,}
{\displaystyle b=2\times 3=6\,,}
{\displaystyle a={\sqrt {\frac {m}{b^{3}}}}={\sqrt {2^{2}\times 5^{2}}}=10\,,}
{\displaystyle m=a^{2}b^{3}=10^{2}\times 6^{3}\,.}
La representación m = a2b3 calculada de esta manera tiene la propiedad de que b es libre de cuadrados, y está definido de manera única por esta propiedad.

## Propiedades matemáticas
La suma de los recíprocos de los números poderosos converge. El valor de esta suma se puede escribir de varias otras formas, incluso como el producto infinito
{\displaystyle \prod _{p}\left(1+{\frac {1}{p(p-1)}}\right)={\frac {\zeta (2)\zeta (3)}{\zeta (6)}}={\frac {315}{2\pi ^{4}}}\zeta (3)=1.9435964368...,}
donde p se encuentra representa la secuencia de todos los números primos, ζ(s) denota la función zeta de Riemann y ζ(3) es la constante de Apéry. (sucesión A082695 en OEIS)
De manera más general, la suma de los recíprocos de las 's'-ésimas potencias de los números poderosos (una función generadora de la serie de Dirichlet) es igual a
{\displaystyle {\frac {\zeta (2s)\zeta (3s)}{\zeta (6s)}}}
cada vez que converge.
Sea k(x) el número de números poderosos en el intervalo [1,x]. Entonces k(x) es proporcional a la raíz cuadrada de x. Más precisamente,
{\displaystyle cx^{1/2}-3x^{1/3}\leq k(x)\leq cx^{1/2},c=\zeta (3/2)/\zeta (3)=2.173\ldots }
(Golombo, 1970).
Los dos números poderosos consecutivos más pequeños son 8 y 9. Dado que la ecuación de Pell x2 − 8y2= 1 tiene infinitas soluciones enteras, hay infinitos pares de números poderosos consecutivos (Golomb, 1970); de manera más general, se pueden encontrar números poderosos consecutivos resolviendo la ecuación de Pell similar x2 − ny2= ±1 para cualquier cubo n. Sin embargo, uno de los dos números poderosos en un par formado de esta manera debe ser un cuadrado. Según Guy, Erdős se preguntó si hay infinitos pares de números poderosos consecutivos como (233, 2332132) en los que ninguno de los números del par es un cuadrado.Walker (1976) de mostró que, de hecho, hay infinitos pares de este tipo al comprobar que 33c2 + 1= 73d2 tiene infinitas soluciones.
Las soluciones de Walker para esta ecuación se generan, para cualquier número entero impar k, considerando el número
{\displaystyle (2{\sqrt {7}}+3{\sqrt {3}})^{7k}=a{\sqrt {7}}+b{\sqrt {3}},}
para los números enteros a divisible por 7 y b divisible por 3, y construyendo a partir de a y b los números poderosos consecutivos 7a2 y 3b2 con 7a2= 1 + 3b2.
El par consecutivo más pequeño de esta familia se genera para k= 1, a= 2637362 y b= 4028637 como
{\displaystyle 7\cdot 2637362^{2}=2^{2}\cdot 7^{3}\cdot 13^{2}\cdot 43^{2}\cdot 337^{2}=48689748233308}
y
{\displaystyle 3\cdot 4028637^{2}=3^{3}\cdot 139^{2}\cdot 9661^{2}=48689748233307.}
Es una conjetura de Erdős, Mollin y Walsh que no hay tres números poderosos consecutivos. Si existe un triplete de números poderosos consecutivos, entonces debe tener la forma (36k + 7, 36k + 8, 36k + 9), (36k + 27, 36k + 28, 36k + 29), o (36k - 1, 36k, 36k + 1), cuando k es un número entero positivo.

## Sumas y diferencias de números poderosos

Prueba visual de que las diferencias de cuadrados consecutivos son números impares consecutivos

Cualquier número impar es una diferencia de dos cuadrados consecutivos: (k + 1)2 = k2 + 2k + 1, entonces (k + 1)2  − k2 = 2k + 1. De manera similar, cualquier múltiplo de cuatro es una diferencia de los cuadrados de dos números que difieren en dos: (k + 2)2 − k2 = 4k + 4. Sin embargo, un número simplemente par, es decir, un número divisible por dos pero no por cuatro, no se puede expresar como una diferencia de cuadrados. Esto motiva la cuestión de determinar qué números pares individuales pueden expresarse como diferencias de números poderosos. Golomb publicó algunas representaciones de este tipo:
2 = 33 − 52
10 = 133 − 37
18 = 192 − 73 = 35 − 152.
Se había conjeturado que el 6 no se puede representar así, y Golomb conjeturó que hay infinitos números enteros que no se pueden representar como una diferencia entre dos números poderosos. Sin embargo, Narkiewicz demostró que el 6 puede representarse de infinitas maneras, como
6 = 5473 − 4632,
y McDaniel demostró que todo número entero tiene infinitas representaciones de este tipo (McDaniel, 1982).
Erdős conjeturó que todo número suficientemente grande es una suma de, como máximo, tres números poderosos; esto fue probado por Roger Heath-Brown (1987).

## Generalización
De forma más general, se pueden considerar los números enteros cuyos factores primos tienen exponentes al menos k. Un entero de este tipo se denomina número k-poderoso o número k-completo.
(2k+1 − 1)k,  2k(2k+1 − 1)k,   (2k+1 − 1)k+1
son números k-poderosos en una progresión aritmética. Además, si a1, a2, ..., as son k-poderosos en una progresión aritmética con diferencia común d, entonces
a1(as + d)k,  
a2(as + d)k, ..., as(as + d' ')k, (as + d)k+1
son s + 1 números k-poderosos en una progresión aritmética.
Se tiene una identidad que involucra números k-poderosos:
ak(al + ... + 1)k + ak + 1(al + ... + 1)k + ... + ' 'ak + l(al + ... + 1)k = ak(al + ... +1)k+1.
Esto da infinitas tuplas l+1 de números k-poderosos cuya suma también es k-poderosa. Nitaj muestra que hay infinitas soluciones de x+y=z en números relativamente primos de 3 potencias (Nitaj, 1995). Cohn construye una familia infinita de soluciones de x+y=z en números 3-poderosos primos entre sí no cúbicos de la siguiente manera: el triplete
X = 9712247684771506604963490444281, Y = 32295800804958334401937923416351, Z = 27474621855216870941749052236511
es una solución de la ecuación 32X3 + 49Y3 = 81Z3. Se puede construir otra solución configurando X′ = X(49Y3 + 81Z3), Y′ = −Y(32X3 + 81Z3), Z′ = Z(32X3 − 49Y3) y omitiendo el divisor común.